# 尹炳求
尹 炳求（ユン・ビョング、朝鮮語: 윤병구、1911年9月14日 - 1985年6月20日）は、日本統治時代の朝鮮および大韓民国の実業家、政治家、慈善家。制憲・第4代韓国国会議員。本貫は坡平尹氏。号は翠峰。

## 経歴
日本統治時代の忠清南道礼山郡光時面出身。光時公立普通学校卒。京城工学院鉱山科修了。三浦砂金鉱業所で鉱業に従事した後、光復後は李範奭が主導する朝鮮民族青年団・大韓民族青年団礼山郡団長、国会議員、反民族行為者特別調査委員会委員、自由党中央委員・院内政策委員、国会農林委員会委員、民主共和党常務委員を務めた。1948年の初代総選挙で無所属で、1958年の第4代総選挙で自由党で当選したが、1954年の第3代総選挙にも出馬したが落選した。第4代国会議員在任中は国会農林委員として、礼唐貯水池の築造、無限川にかかる礼山大橋の建設や礼山邑の上水道施設の設置などに貢献した。政界引退後は帰郷し、牧場を経営しながら、礼山郡内の電気・電話の架設や道路の舗装にも寄与した。
1985年6月19日、礼山郡光時面でオートバイの乗車中に他のバイクとぶつかり、順天郷病院に搬送され脳の手術を受けたが、翌20日に死去。72または75歳没。

## エピソード
光復後は堤防工事に50万ウォンの大金を寄付した。
国会議員在任中は反民特委法、外国人出入国登録法などを通過させた。
礼山における宿敵の成元慶との選挙戦が極めて熾烈であることが有名。
1969年に国民勲章無窮花章を受章し、2008年に光時面事務所に顕彰碑が建てられた。